# Guido Vitale
Guido Amedo Vitale (Torre Annunziata, 28 novembre 1872 – Napoli, 20 maggio 1918) è stato un diplomatico, linguista e sinologo italiano.
È considerato il maggior sinologo italiano del XX secolo, tra i principali in Europa. Il suo nome è legato alle mediazioni per la garanzia dell'ottenimento della Concessione italiana di Tientsin.

## Biografia
Nacque a Torre Annunziata, figlio di Arturo Vitale dei baroni di Pontagio, nobile famiglia siciliana, Secondo Eletto nel Decurionato del 1832.
Si laureò in "Filologia orientale" presso l'Istituto Universitario Orientale (oggi Università degli Studi di Napoli "L'Orientale") a Napoli nel 1891.
Fu corrispondente da Pechino con la stampa italiana durante la Rivolta dei Boxer del 1901.
Morì assassinato da un proiettile esploso in seguito a un litigio fra due pregiudicati mentre era seduto al caffè "Umberto I" della omonima Galleria di Napoli, il 20 maggio 1918.

## Carriera diplomatica
Fu supplente dal 1892, titolare nel 1894 e segretario interprete dal 1899 della Real Legazione italiana in Cina fino al 1914, presso il ministro plenipotenziario Carlo Sforza.
Dal 1899 ha rivestito la carica di dragomanno all'ambasciata italiana di Pechino.

## Carriera accademica
Nel 1914 ritornò a Napoli e occupò la cattedra di lingua e letteratura cinese.
Dal 1916 al 1917 è stato direttore dell'Istituto Universitario Orientale di Napoli (con RDL. 27 dicembre 1888, n. 5873).

## Opere
- Pekinese Rhymes, Chinese Folklore: Pekinese Rhymes, Pei-t'ang Press, 1896
- Chinese merry tales, Pei-T'ang Press, 1901
- A First Reading Book for Students of Colloquial Chinese: Chinese Merry Tales, Beitang Press, 1908